# 浅頚筋
浅頚筋（せんけいきん）は、頚部の筋肉のうち、表層にある筋肉の総称。筋肉の一方が皮膚で停止している皮筋である。
浅頚筋は、一般には広頚筋、胸鎖乳突筋が分類される。しかし、広義の浅頚筋と呼ぶ場合、舌骨筋群を総じて指す場合がある。